# Ovčie
Ovčie (allemand : Phönixhütte) est un village de Slovaquie situé dans la région de Prešov.

## Histoire
Première mention écrite du village en 1320.

## Démographie

### Évolution de la population
| Année:               | 1994. | 2004.   | 2014.   | 2024.   |
| -------------------- | ----- | ------- | ------- | ------- |
| Nombre de personnes: | 632   | 678     | 670     | 679     |
| Différence:          |       | +7,27 % | -1,17 % | +1,34 % |

| Année:               | 2023. | 2024.   |
| -------------------- | ----- | ------- |
| Nombre de personnes: | 676   | 679     |
| Différence:          |       | +0,44 % |